# 黃氏菊
黃氏菊（越南语：／；1890年1月27日—1980年11月10日），追贈宜國公黃文錫之女，阮朝启定帝的妃嬪，保大帝的生母。

## 生平
成泰二年正月初七日（1890年1月27日），黃氏菊生于承天府富禄县。維新六年（1913年），嫁給當時為奉化公的啟定帝為妾，并且为启定帝生下了独子阮福永瑞。啟定二年（1917年），她被封為三階惠嬪。啟定三年（1918年）十一月，晉封二階惠妃。啟定八年（1923年）二月，因為阮福永瑞已經被封為皇太子，黃氏菊母憑子貴，又晉為一階厚妃。保大八年二月二十五日（1933年3月20日），保大帝尊她为端徽皇太后（越南语：／）。生日稱為慈康節，所以又被尊稱為慈宮皇太后和德慈宮。
1945年阮朝滅亡后，黃氏菊一直留在顺化市。1980年11月10日（舊曆十月初三日）在順化去世，年91歲。11月17日（舊曆十月初十日），安葬於香水县香字社，即启定帝之陵墓应陵，与其夫合葬。

## 子女
黃氏菊與啟定帝生下獨生子。
- 保大帝阮福晪